# Teglværk
Et teglværk er en fabrik, der producerer tegl: mursten til bygningskonstruktioner og tagsten. Tegl fremstilles ved brænding af ler ved høje temperaturer. Man skelner mellem rødler og blåler (mergeller), hvor den første ved brændingen giver røde og den anden gule tegl.
Da Danmark er rigt på ler, har der været talrige teglværker (omkring 3000) bl.a. ved Flensborg Fjord og ved Nivågård. Cathrinesminde Teglværk under Museum Sønderjylland blev i 2007 udpeget til nationalt industriminde.